# 자크 두에
자크 두에(Jacques Douai, 1920년 12월 11일 ~ 2004년 8월 7일)는 기타를 치며 민요나 샹송 리테레르를 아름답게 부르는 남성가수이다. 본명은 가스통 탕숑. 두에에서 태어나 그 곳 이름을 그대로 따서 예명(藝名)으로 삼았다. 1947년에 파리의 카바레에 데뷔하였다. 프랑시스 클로드의 인정을 받고 방송에 출연하였다. 1954년에 ACC 디스크 대상을 수상하였다.